# Borís Lukomski
Borís Lukomski –en ruso, Борис Семёнович Лукомский– (6 de junio de 1951) es un deportista soviético que compitió en esgrima, especialista en la modalidad de espada.
Participó en dos Juegos Olímpicos de Verano en los años 1976 y 1980, obteniendo una medalla de bronce en Moscú 1980 en la prueba por equipos. Ganó seis medallas en el Campeonato Mundial de Esgrima entre los años 1973 y 1979.

## Palmarés internacional
| Juegos Olímpicos   | Juegos Olímpicos         | Juegos Olímpicos  | Juegos Olímpicos   |
| Año                | Lugar                    | Medalla           | Prueba             |
| ------------------ | ------------------------ | ----------------- | ------------------ |
| 1980               | Moscú (URSS)             | Medalla de bronce | Espada por equipos |
| Campeonato Mundial |                          |                   |                    |
| Año                | Lugar                    | Medalla           | Prueba             |
| 1973               | Gotemburgo (Suecia)      | Medalla de bronce | Espada por equipos |
| 1974               | Grenoble (Francia)       | Medalla de bronce | Espada individual  |
| 1975               | Budapest (Hungría)       | Medalla de plata  | Espada individual  |
| 1977               | Buenos Aires (Argentina) | Medalla de bronce | Espada por equipos |
| 1978               | Hamburgo (RFA)           | Medalla de plata  | Espada por equipos |
| 1979               | Melbourne (Australia)    | Medalla de oro    | Espada por equipos |